# Względna intensywność wzrostu
Względna intensywność wzrostu, względna szybkość wzrostu, RGR (ang. relative growth rate) – wskaźnik stosowany w ocenie produktywności roślin. Przyrost suchej masy na jednostkę już istniejącej w określonym czasie.
RGR = 1/W dW/dt
gdzie:
W - sucha masa,
dW - przyrost suchej masy,
dt - przedział czasu.